# Parobisium sanlouense
Espèce
Parobisium sanlouense est une espèce de pseudoscorpions de la famille des Neobisiidae.

## Distribution
Cette espèce est endémique du Guizhou en Chine. Elle se rencontre à Fuquan dans la grotte Sanlou.

## Description

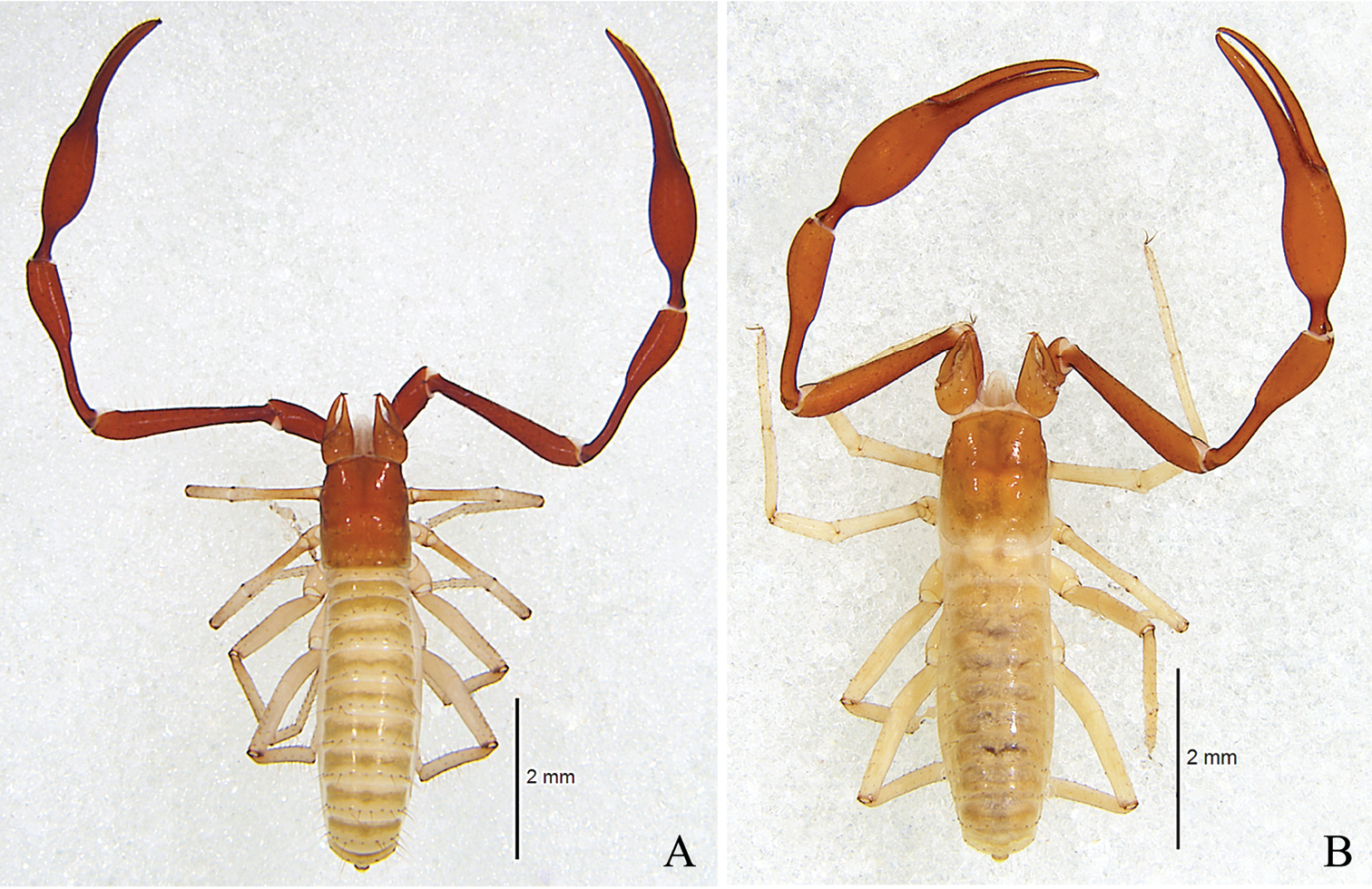
Parobisium sanlouense mâle à gauche et femelle à droite

Les mâles mesurent de 4,00 à 4,79 mm et les femelles de 4,94 à 6,00 mm.

## Étymologie
Son nom d'espèce, composé de sanlou et du suffixe latin -ensis, « qui vit dans, qui habite », lui a été donné en référence au lieu de sa découverte, la grotte Sanlou.

## Publication originale
- Feng, Wynne & Zhang, 2020 : Cave-dwelling pseudoscorpions of China with descriptions of four new hypogean species of Parobisium (Pseudoscorpiones, Neobisiidae) from Guizhou Province. Subterranean Biology, no 34, p. 61-98 (texte intégral).